# Sinh viên siêu quậy!!
Everybody Wants Some!! (tựa Việt: Sinh viên siêu quậy) là phim hài-thể thao Mỹ 2016 có kịch bản và đạo diễn bởi Richard Linklater. Phim có sự tham gia của Will Brittain, Zoey Deutch, Ryan Guzman, Tyler Hoechlin, Blake Jenner, Glen Powell và Wyatt Russell.